# Томмі Томпсон
Томмі Джордж Томпсон (англ. Tommy George Thompson; нар. 8 вересня 1941, Елрой, Вісконсин) — американський політик. Член Республіканської партії.

## Життєпис
Закінчив Школу права Університету Вісконсин-Медісон. Він був губернатором штату Вісконсин з 1987 по 2001 і міністром охорони здоров'я і соціальних служб США з 2001 по 2005. Томпсон був кандидатом від Республіканської партії на президентських виборах у 2008 році, але зняв свою кандидатуру 12 серпня 2007 року.
У 2012 Томпсон балотувався до Сенату, але був переможений демократом Теммі Болдвін.